# Halopegia blumei
Halopegia blumei är en strimbladsväxtart som först beskrevs av Friedrich August Körnicke, och fick sitt nu gällande namn av Karl Moritz Schumann. Halopegia blumei ingår i släktet Halopegia och familjen strimbladsväxter. Inga underarter finns listade.